# Gymshark
A Gymshark egy brit székhelyű multinacionális sportruházati kiskereskedő, amelynek központja az angliai Solihullban található. 2012 júniusában alapította Ben Francis és Lewis Morgan. A kezdetben a fitneszruházati termékcsalád megalkotására és terjesztésére összpontosítottak, amely gyorsan elterjedt az iparágban. Termékeiket a fitneszruházat mellett a sportruházattal és kiegészítőkkel bővítették.
Az évek során a Gymshark jelentős növekedést ért el, és 2020-ban több mint 1 milliárd font értéket ért el. Ben Francis a cég többségi tulajdonosa. 2022 októberében nyitotta meg első kiskereskedelmi üzletét a londoni Regent Streeten.
A Gymshark sikerének a fő kulcsa a közösségi média platformok stratégiai kihasználása. A Covid járvány okozta lezárások alatt nőt a legnagyobbat a cég, alkalmazkodva a változó környezethez, bővítette a jelenlétét az online térben, ezáltal jelentősen hozzájárulva terjeszkedéséhez és elismertségéhez az iparágban.

## Története

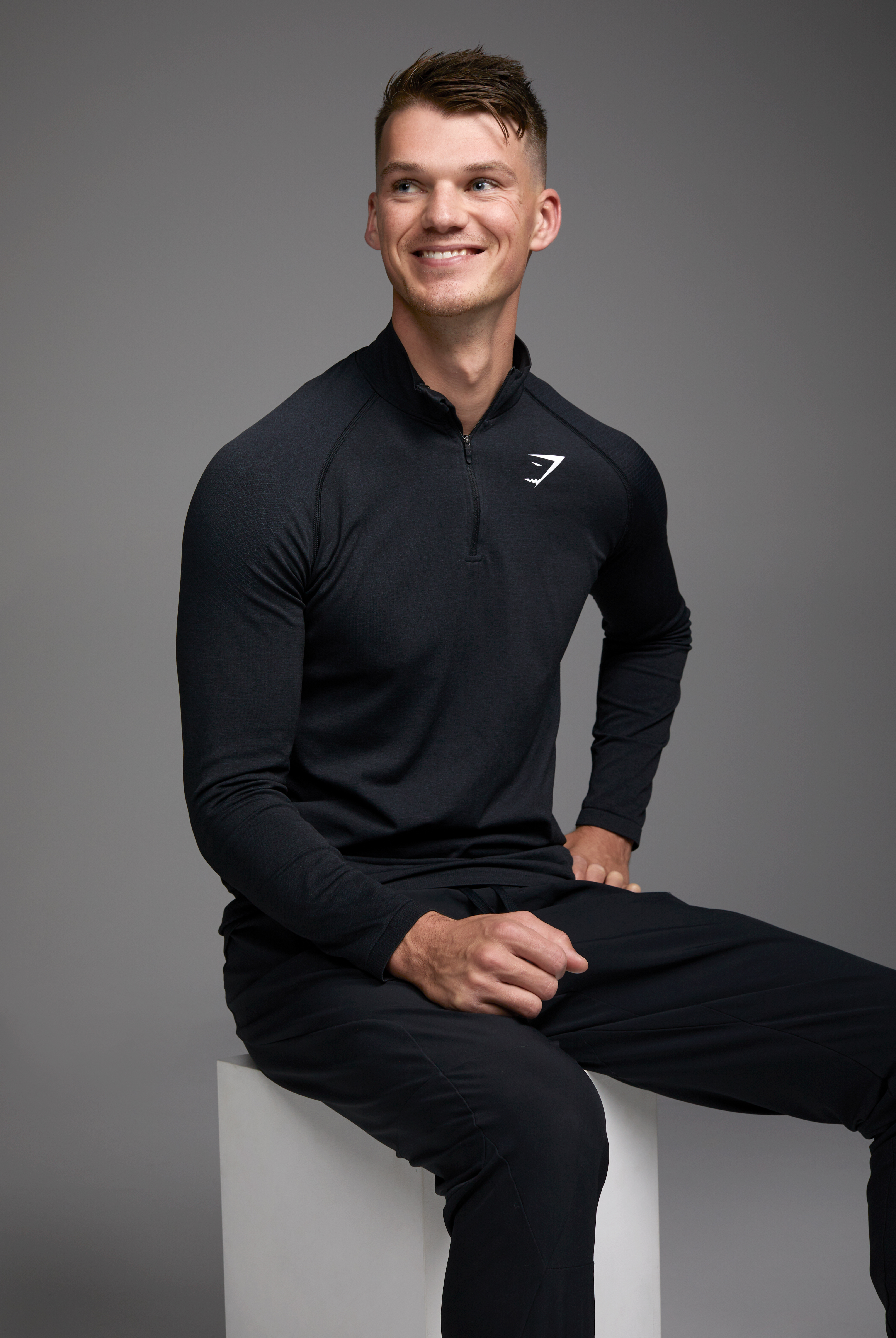
Ben Francis a Gymshark egyik alapítója 2021-ben

### 2012 - 2015
A Gymsharkot iskolai barátok, Ben Francis és Lewis Morgan alapították 2012-ben. Mindketten 20 évesen, egyetemi tanulmányaik során hozták létre a márkát. Francis az Aston Egyetemen tanult, az egyetem mellett a Pizza Hutnál pizzafutárként kezdett dolgozni, amikor megalapította a céget.
Kezdetben dropshipping vállalkozásként étrend-kiegészítő gyártók termékeit árulták, majd 2013-ban megkezdték a saját fitneszruházatuknak a tervezését és gyártását. Francis a szülei garázsában gyártotta a ruhákat egyedi eladási alapon egy varrógép és egy szitanyomtató segítségével. 2013-ban az első évben a Gymshark napi 500 fontot ért el.
2013-ban a cég megjelent a BodyPower fitneszkiállításon a birminghami NEC Arénában, ahol már az első napon elfogyott a teljes készlet. A kiállítás után a Gymshark Luxe tréningruhája vírusként terjedt a Facebookon, és 30 percen belül 30 ezer font eladást generált. Amikor a cég bevétele elérte a 250 ezer fontot, Francis és Morgan is otthagyta az egyetemet, hogy teljes munkaidőben a Gymsharkra koncentrálhassanak.

### 2016 - napjainkig
2016-ban Morgen megtartva a 20% részesedését kilépett az üzletből, hogy más vállalkozásaira, az Ernest Cole ingatlanfejlesztő cégére és a Maniere De Voir divatmárkájára összpontosítson.
2016-ban a Gymshark az Egyesült Királyság leggyorsabban növekvő vállalata lett a The Sunday Times Fast Track 100-as listáján.
2018-ban megnyitották a Gymshark központját a Solihullban lévő Blythe Valley Business Parkban. Ugyanebben az évben a Gymshark 100 millió font árbevételt ért el.
2019-ben Hongkongban, Mauritiuson és Denverben is irodát nyitottak. Ugyanebben az évben megjelent a Gymshark fitnesz applikációja.
2020 augusztusában Francis eladta 230 millió fontért a General Atlantic amerikai magántőke-befektetési társaságnak a cég 21%-át, ezután Francis a cég 59%-át birtokolta. A cég azt nyilatkozta, hogy a részesedés eladásából származó bevételt a globális terjeszkedésre fordítják.
2022 októberében megnyitották az első kiskereskedelmi üzletet a londoni Regent Streeten.
2023 februárjában David Laid testépítőt és influenszert nevezték ki a Gymshark kreatív igazgatójának.
2023 augusztusában a Gymshark bejelentette, hogy nyitnak a muszlim nők felé is, ezért kiadnak egy sportos hidzsábot muszlim nők számára.
2024 februárjában a cég bejelentette, hogy bezárják a hongkongi és a mauritiusi irodájukat.

## Pénzügy
A Gymshark termékeit 13 nyelvű weboldalakon keresztül, 180 országban értékesítik közvetlenül a fogyasztóknak. A vállalat 900 embert foglalkoztatott világszerte 2022-ben.
2023-ban a Gymshark 556,2 millió font árbevételt ért el, 10,2 millió font nyereséggel. A Gymshark árbevétele évről évre folyamatosan nő 2020-ban a 260,7 millió fontról 2023-ra 556,2 millió fontra, azonban a profit 2021 óta csökken, 36,5 millió fontról 10,2 millió fontra.
A cég árbevételének a fele az USA-ból származik.
A cég 2024 februárjában jelentette be, hogy a jövedelmezőség javítására fókuszálnak, ezért anyagi megfontolásból elbocsátanak 170 munkavállalót és bezárják a hongkongi és a mauritiusi irodájukat.

## Termékek és marketing
A Gymshark férfi és női fitneszruházatot árul, beleértve a trikókat, pólókat, nadrágokat, pulóvereket...stb. Míg a márka kezdetben a férfiakat célozta meg, 2020-ra az eladások közel kétharmada női ruházatból származik.
2024-ben a Gymsharknak több mint 6,9 millió követője van az Instagramon és 5,5 millió követője a TikTokon.
A vállalat nem támaszkodik alapvetően a hagyományos üzletekre, de 2022-ben a Gymshark megnyitotta első állandó üzletét a londoni Regent Streeten.
2019 augusztusában a Gymshark kiadott egy fitnesz alkalmazást, amely ingyenes és prémium csomagokat is kínál. Az alkalmazás számos edzésterveket kínál, ami a Covid járvány alatt vált népszerűvé.

## A közösségi média használata
A Gymshark volt az egyik első márka, amely influenszer marketingstratégiákat alkalmazott, és együttműködött a közösségi média influenszereivel, köztük Nikki Blackketter és Lex Griffin YouTube testépítőkkel.
2020-ban a vállalat 125 influenszernek fizetett azért, hogy a márkát különféle közösségi média platformokon reklámozzák.
A Gymshark stratégiája nem csak az influenszer partnerségen alapszik. A különböző platformok kihasználásával a vállalat erős online közösség kialakítását és a márka láthatóságának növelését tűzte ki célul.